# Cobalt(II) ferrocyanide
Cobalt(II) ferrocyanide, hay cobalt(II) hexacyanoferrat(II) là một hợp chất vô cơ, một muối phức của cobalt và acid ferrocyanic với công thức hóa học Co2Fe(CN)6. Nó tạo thành heptahydrat Co2Fe(CN)6·7H2O – tinh thể màu xám lục, không tan trong nước. Cobalt(II) ferrocyanide có tính ổn định kém hơn so với niken(II) ferrocyanide.

## Điều chế
Phản ứng của acid ferrocyanic và cobalt(II) chloride sẽ tạo ra muối:
{\displaystyle {\mathsf {2CoCl_{2}+H_{4}Fe(CN)_{6}\ \xrightarrow {} \ Co_{2}Fe(CN)_{6}\downarrow +4HCl}}}

## Phản ứng
Cobalt(II) ferrocyanide sẽ phản ứng với nước clo để tạo ra cobalt(II) ferricyanide, với nước brom để tạo ra cobalt(II,III) oxit.
Khi đun nóng muối này cùng với acid clohydric đặc, muối acid ngậm nước cobalt(II) đibiferrocyanide, CoH2Fe(CN)6·4H2O sẽ được tạo thành.

## Hợp chất khác
Co2Fe(CN)6 còn tạo một số hợp chất với NH3, như:
- Co2Fe(CN)6·3NH3 (tinh thể hình kim màu nâu socola);[3]
- Co2Fe(CN)6·8NH3·10H2O (tinh thể màu lục);[4]
- Co2Fe(CN)6·12NH3·9H2O (tinh thể màu hoa hồng-đỏ).[3]